# جرارد هاینس
جرارد هاینس (انگلیسی: Gerald D. Hines؛ ۱۵ اوت ۱۹۲۵ – ۲۳ اوت ۲۰۲۰) کارآفرین و نیکوکار اهل ایالات متحده آمریکا بود، که در سال ۱۹۵۷ شرکت هاینس را تأسیس کرد.